# ゆっぴいのばんそうこう
『ゆっぴいのばんそうこう』は、フジテレビ系金曜エンタテイメントで1996年から3回放送されたドキュメンタリー番組である。生まれながらの重度障害者と、その家族の記録である。
女優石井めぐみの長男・優斗（ゆっぴい）は出生時の低酸素状態のため、極めて重い脳障害（脳性麻痺）を持って生まれた。大脳機能を大幅に失い、自力で食事をとることすらもおぼつかない優斗は嚥下性肺炎と低体温に悩まされながらも、家族の在宅ケアによって8歳まで生きることができた。タイトルにある『ばんそうこう』とは、呼吸を助けるための医療用チューブを固定する際に顔に貼る絆創膏があまりにも痛々しく見えたために「少しでもゆっぴぃが可愛らしく見えるように」と動物や乗り物の形に切って成形した、石井の母心から成るものである。
途中までの生育歴は『笑ってよ、ゆっぴい』（扶桑社文庫、ISBN 4594024122、1997年12月）に詳しい。それ以降の転帰に関してはゆっぴいの部屋も参照のこと。
ゆっぴいとの日々を通じて「世間に、障がいへの理解を持ってもらうためには、気持ちの壁を壊すことが必要」と考えた石井は、友人のTVプロデューサーの明吉加代子とともに、ゆっぴいを題材としたドキュメンタリー番組の企画を各テレビ局に持ち込んだ。しかし内容や視聴率の懸念によりどのテレビ局からも拒否された。そして「オレたちひょうきん族」で共演した明石家さんまにそのことを相談すると、さんまはノーギャラで番組ナレーションを引き受けた。企画は再び動きだし、フジテレビでの放映となった。第1回放送の視聴率は23.7％だった。

## スタッフ
- ナレーション：明石家さんま
- プロデューサー：横山隆晴、明吉加代子
- 演出：住本慶一郎 、三島昇
- 撮影：黒沢清図
- VE：久米田俊裕
- 制作：才SAI、フジテレビ

## シリーズ
- 第1回 - 1996年9月20日『ゆっぴいのばんそうこう』
- 第2回 - 1996年12月30日『ゆっぴいのばんそうこう・96冬』～もうすぐ6歳～
- 第3回 - 1999年9月18日『ゆっぴいのばんそうこう』さよなら優斗くん母と子の愛と苦悩8年7ヶ月